# Stratfor
Stratfor ili Strategic Forecasting, Inc američka informacijska je tvrtka koji nudi analize i izvješća, geopolitičke prognoze budućih razvitaka, informacije o sigurnosnim pitanjima i sukobima. Tvrtka je osnovana 1996. od politologa i stručnjaka za sigurnost Georga Friedmana. Sjedište tvrtke se nalazi u Austin, Texas.

## Usluge
Od 1996. godine, Stratfor dnevno objavljuje izvješća s komentarima o aktualnim događanjima. Ova usluga trenutno se nudi na internetu i nudi se na temelju godišnje pretplate svim zainteresiranim. Osim toga nudi i niz geopolitički korisnih informacija. Uključuje i opsežne zemljovide i regionalne analize.
Osim toga nudi tjedno besplatni newsletter koji se bavi trenutno zanimljivim svjetskim temama.

## Kupci usluga
Popis kupaca Stratfor nije objavio, ali je djelomično dostupan putem WikiLeaksa. To se uključe primjer međunarodne korporacije, nevladine organizacije i dr. Brojni svjetski mediji koriste Stratfor kao izvor za pozadinske informacije.

## Vanjske poveznice
- Službena stranica (engl)
- Članak u tjedniku Hrvatski fokus  Arhivirana inačica izvorne stranice od 11. lipnja 2016. (Wayback Machine)